# Late Night Heartbroken Blues
Late Night Heartbroken Blues är Miss Lis debutalbum, utgivet 22 november 2006. Det nådde som bäst plats 60 på den svenska albumlistan. Albumet spelades in i A-Stream Studio i Stockholm av Henrik Åström.

## Låtlista
1. "Late Night Heartbroken Blues" - 1:56
2. "I'm So Poor Won't You Lend Me Some Money" - 2:38
3. "Hard Loved Man" - 3:07
4. "Give It to Me" - 3:54
5. "Seems Like We Lost It" - 2:58
6. "Oh Boy" - 4:00
7. "High on You" - 3:07
8. "Backstabber Lady" - 2:53
9. "Bring It Back" - 3:43
10. "Miss Li" - 4:24

## Listplaceringar
| Lista (2007) | Position |
| ------------ | -------- |
| Sverige      | 60       |